# Tvornica autobusa Zagreb
Tvornica autobusa Zagreb (TAZ) – nieistniejący jugosłowiański, a następnie chorwacki producent autobusów, który miał swoją siedzibę w stolicy Chorwacji – Zagrzebiu.

## Historia

### Autokaroserija Zagreb
Produkcję autobusów, które były oparte na drewnianej ramie rozpoczęto w Zagrzebiu w 1930 roku. Autokaroserija Zagreb powstało w lipcu 1948 r. Profilem produkcji, wykonywanej rzemieślniczymi metodami, stanowiły drewniane nadwozia autobusowe, przyczepy mieszkalne, mobilne warsztaty, karetki pogotowia, wozy strażackie itp. Zakłady przeniesiono na dzielnicę Dubrava w Zagrzebiu.  Nawiązanie współpracy biznesowej z FAP w 1959 r wywarło duży wpływ na dalszy rozwój zakładów. Wyspecjalizowano się w produkcji nadwozi autobusowych. Pierwszy, nazwany model Dubrava 5 opierał się na podwoziu FAP i z uwagi na stylistykę był określany przydomkiem Rakieta. Następca, Dubrava 10 zrezygnował z obłych kształtów, decydując się na naśladownictwo zachodniej konkurencji. Uruchomiono eksport, m.in. do państw afrykańskich, dostarczając do lat. 70 ponad 600 pojazdów. W 1969 r Autokaroserija dołączyła do spółki joint venture FAP Famos Belgrade (razem z zakładami FAP, Famos, Sanos), która zakupiła licencję na produkcję modelu O302 (pierwszy autobus z zawieszeniem pneumatycznym, podgrzewaniem wody i klimatyzacją), później O303 (od 1977 r) u Daimlera-Benza. Różnice w produkowanych przez koncern wyrobach różnił się umiejscowieniem silnika (autobusy Sanos budowane były z silnikami umieszczonymi z tyłu, natomiast autobusy z Zagrzebia, zależnie od typu, miały silniki umieszczone z przodu lub z tyłu). Zarówno Sanosy, jak i Dubravy miały podobną konstrukcję środkowej partii nadwozia, natomiast różnica w wyglądzie zewnętrznym obu marek autobusów dotyczyła przedniej ściany. Na podwoziu Daimler-Benza opracowano model Dubrava 1913, a później Dubrava 2313.

### Dubrava 14 i początek Tvornica Autobusa Zagreb
Przełomem w historii Autokaroseriji stało się opracowanie modelu D14. Zakłady FAP miały odpowiadać za opracowanie kratownicy i podwozia, za projekt nadwozia - Autokaroserija.  Na czele prac stanął inż. Iwan Bałog. Przez 5 lat prace ze strony zakładów w Priboj okazały się bezowocne, stąd podjęto decyzję o stworzenie komórki, Opracowanie Konstrukcji Podwozia w Służbie Rozwoju, i w 1976 zrestartowano prace. Opracowano dokumentację instalacji silnika Famos i układu napędowego, lecz opór zarządu zadecydowało o nie wdrożenie do produkcji. Zbojkotowanie projektu przez zarząd zakończył się rezygnacją Bałoga z pracy w zagrzebskich zakładach w marcu 1977 r. Prace nad D14 wstrzymano na rzecz przystosowania podwozia D1913 na eksport do Danii. Po ukończeniu zadania, D14 uległ ponownej restartowi, powierzając główne zadanie Aleksiejowi Aleksandrowi. Wraz z zespołem opracowali i zbudowali kratownicę i podwozie dla modelu D14 w 1978 r. Opracowanie Dubrava D14 stało się przyczynkiem do zmiany profilu produkcji, do producenta kompletnych pojazdów i przemianowania zakładów na Tvornica Autobusa Zagreb (Zagrzebska Fabryka Autobusów) w 1979 r. Model D14 wzbudził duże zainteresowanie i zakładał montaż 10 różnych silników, m.in. Daimler-Benz, Famos. Premiera na Zachodzie odbyła się w 1984 r podczas targów IAA we Frankfurcie - model wystawowy był napędzany silnikiem Daimler-Benz. Dwa lata później, miał miejsce eksport do Syrii w liczbie 60 pojazdów. W 1987 r na targi czeskie dostarczono model z silnikiem Liaza. W ciągu 90 dni od podpisania umowy, do Arabii Saudyjskiej dostarczono 100 pojazdów D1420.
W 1980 roku fabryka zatrudniała 1200 pracowników oraz produkowała średnio 500–600 pojazdów (maksymalnie 900). Program produkcyjny TAZ uległ rozszerzeniu o produkcję minibusów (w 1985 r) w oparciu o podwozie samochodu dostawczego Avia A21 (wersja turystyczna, karetka pogotowia, furgony, wozy telewizyjne/reporterskie itp.) i Steyr SC6 . Model opracowano w niecałe 5 miesięcy. Zastosowano blachy o podwyższonej odporności na korozję i materiały z tworzywa sztucznego do obniżenia masy własnej. Panele boczne wykonane z blachy stalowej o grubości 1 mm, przód i tył z laminatu, drzwi aluminiowe otwierane elektrycznie. Z uwagi na przerost zapotrzebowania względem mocy produkcyjnych, nawiązano współpracę z zakładami Hercegovina Auto Mostar na terenie obecnej Bośni i Hercegowinie. Połowa produkcji na Czechosłowację została wyprodukowana w Mostarze, stąd TAZ Avia A21 posiadało alternatywną nazwę handlową TAZ Neretva. Minibus był również tworzony w oparciu o podwozie Steyr SC6. specjalistyczne wersje np. sanitarki, furgony, wozy telewizyjne/reporterskie itp. Rok później, TAZ podpisał umowę eksportową z AutoCentar-Merkur (ACM Zagrzeb), przenosząc odpowiedzialność za eksport pojazdów z FAP FAMOS Belgrad . Oficjalnie, firma eksportowała produkty do Czechosłowacji, Anglii, Finlandii (1428V Arctic), Niemiec, Egiptu, a także Nowej Zelandii. TAZ współpracował z TAM Maribor. TAZ wyprodukował 50 autobusów na podwoziu TAM dla Arabii Saudyjskiej i eksportowano ten model również do Egiptu i Rosji. Do Egiptu sprzedano know-how do jego licencyjnej produkcji. D55 z silnikiem TAM dostarczano na życzenie krajowym przewoźnikom, np. Autotrans Rijeka. Eksport do Anglii modeli D1428 okazał się dużym sukcesem, przebijając roczną sprzedaż pojazdów Daimler Benz. Zatrudnienie w zakładach liczyło ok. 980 osób w 1988 r.

### Nieudana współpraca z Neoplan i bankructwo
TAZ wynegocjował w 1989 r umowę o współpracę z firmą Gottlob Auwärter GmbH & Co. KG. Dzięki niej, rozpoczęto prace nad wdrożeniem do produkcji modelu Transliner. Umowa przewidywała dostawę 100 pierwszych pojazdów, a w przyszłości 200-300 autobusów rocznie. Dwa prototypy były prezentowane na targach IAA na stoisku Neoplan podczas IAA Hannover 1989. Wiosną 1990 r dostarczono kolejne 16 pojazdów. TAZ zmodernizował Dubravę 14 poprzez montażu przedniej ściany i osi firmy Neoplan. Współpraca z Neoplan zaowocowała produkcją D6128 dla krajowych przewoźników. Wyprodukowano 10 autobusów na start. Rozpad Jugosławii i wybory majowe w nowopowstałej Republice Chorwacji przyczyniły się do podjęcia decyzji niemieckiego partnera o zawieszeniu produkcji Transliner w TAZ, uważając ją za szkodliwą i nieopłacalną. Utrata partnera strategicznego przyczyniła się do upadku zakładów i finalnie bankructwa. Prywatyzacja przedsiębiorstwa, przejęcie kontraktów na 703 autobusy na eksport (Anglia, Finlandia, Niemcy, ZSRR, Egipt, Czechosłowacja) i planu produkcji na 6 miesięcy, z powodów niedostatecznych środków finansowych, nie była w stanie wyprowadzić na prostą zagrzebskiego producenta. Eksport został zaniechany, dotychczasowy zarząd odszedł z firmy. W kolejnych latach, produkcja TAZ była symboliczna. Podjęto próbę zainteresowania miejskich przedsiębiorstw zabudową podwozi Mercedesa O405N2 (D4025, 5 sztuk) i MAN EL 202 (Dubrava 4125), oraz ponownie zmodernizowano karoserię Dubravy 14 (7 sztuk). Pod koniec lat 90. całkowicie została zaprzestana co wiązało się m.in. ze zmniejszeniem rodzimego rynku, a także działań wojennych na terenie Chorwacji Ostatni autobus wyjechał w 1999 r. Zakłady zamknięto i wyburzono, na jej miejscu stanął supermarket.

## Historyczne modele
Pierwsza litera w oznaczeniach modelowych TAZ, D była skrótem od Dubrava, kolejne dwie cyfry określały model/typoszereg, dwie ostatnie moc znamionową silnika.
- Dubrava 5, 10, 15, 90
- Dubrava 1913 - podwozie Mercedes-Benz OF 1113/41, wersja miejska i podmiejska; od 1978 r produkcja 2313 na tym samym podwoziu, międzymiastowa i turystyczna
- Dubrava 14 (1979 - 1999)  (Daimler Benz OM 402, 260 KM - D 1426;, Famos 200 KM - D 1420), Famos 270 KM - D 1427) - w 1986 r dołączyła wersja wysokopokładowa V (Vysoka)
- A21/Neretva (1985 -1999) (podwozie Avia A21 lub Steyr SC6)
- Dubrava 55 - podwozie TAM
- Dubrava 2418 (oparty się na podwoziu ciężarówki FAP A1118, napędzany silnikiem Famos 2F 228A)[2][3]
- Neoplan Transliner (1989 - 1990)
- Dubrava 6128 (1990)
- Dubrava 4025 (1991) (podwozie Mercedes-Benz O405N2)
- Dubrava 4125 (podwozie MAN EL 202)
- pojazdy specjalne